# Abarenicola affinis
Abarenicola affinis är en ringmaskart. Abarenicola affinis ingår i släktet Abarenicola och familjen Arenicolidae.

## Underarter
Arten delas in i följande underarter:
- A. a. africana
- A. a. chilensis
- A. a. clarki